# شهرستان چیهه
شهرستان چیهه (به لاتین: Qihe County) یک منطقهٔ مسکونی در چین است که در دژو (شاندونگ) واقع شده‌است.